# Peloponés
Peloponés (řecky Πελοπόννησος, Peloponnisos) je velký poloostrov v jižním Řecku tvořící část země na jih od Korintského zálivu. S balkánskou pevninou je spojen jen 5,7 km širokou Korintskou šíjí, kterou byl v roce 1893 prokopán Korintský průplav – tím se z Peloponésu stal de facto ostrov. Vedle několika silničních a železničních mostů přes tento průplav je s pevninou od roku 2004 spojen také mostem Rio-Antirio. Povrch poloostrova je velmi rozmanitý, objevují se zde přímořské roviny, náhorní plošiny i vysoké hory. Členité je i mořské pobřeží. Název pochází od mytického vládce Pelopa.
V době bronzové zde vznikla významná Mykénská civilizace. V klasické době byla hegemonem Sparta. V římské době se postupně dostal do popředí přístav Patra, který je i dnes zdaleka největším městem poloostrova.

## Etymologie
Nejjižnější část řecké pevniny na jih od Korintského zálivu byla ve starověku pokládána za poloostrov Pelopův. Podle pověsti Pelops v závodě koňských vozíků o ruku krásné Hippodamie přemohl lstí jejího otce, krále Oinomaa, který při tom zahynul. Pelops se pak ujal vlády. Proslavil se pak i založením her v Olympii, kde byl nakonec i pohřben. Jeho potomci potom panovali v Mykénách a ve Spartě ve stínu Pelopova zločinu, což mělo být osudovou příčinou všech tamních krveprolití. Proto se asi Peloponés stal jedním z předních bojišť antické i novodobé historie. Toto území je považováno za kolébku moderního řeckého státu.

## Dějiny

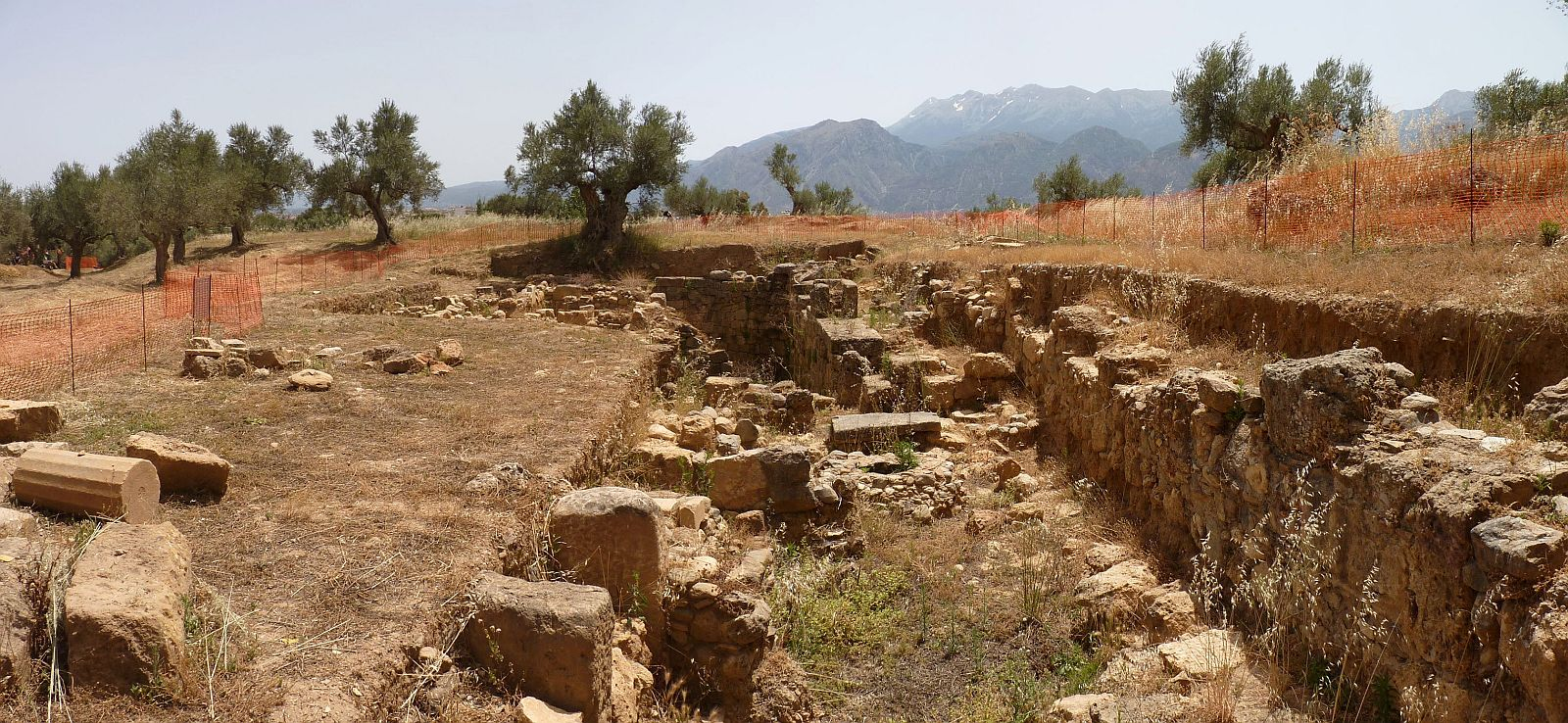
Zbytky města Sparta

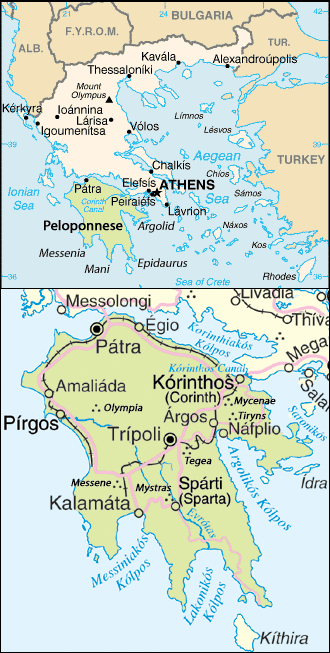
Poloha poloostrova v Řecku

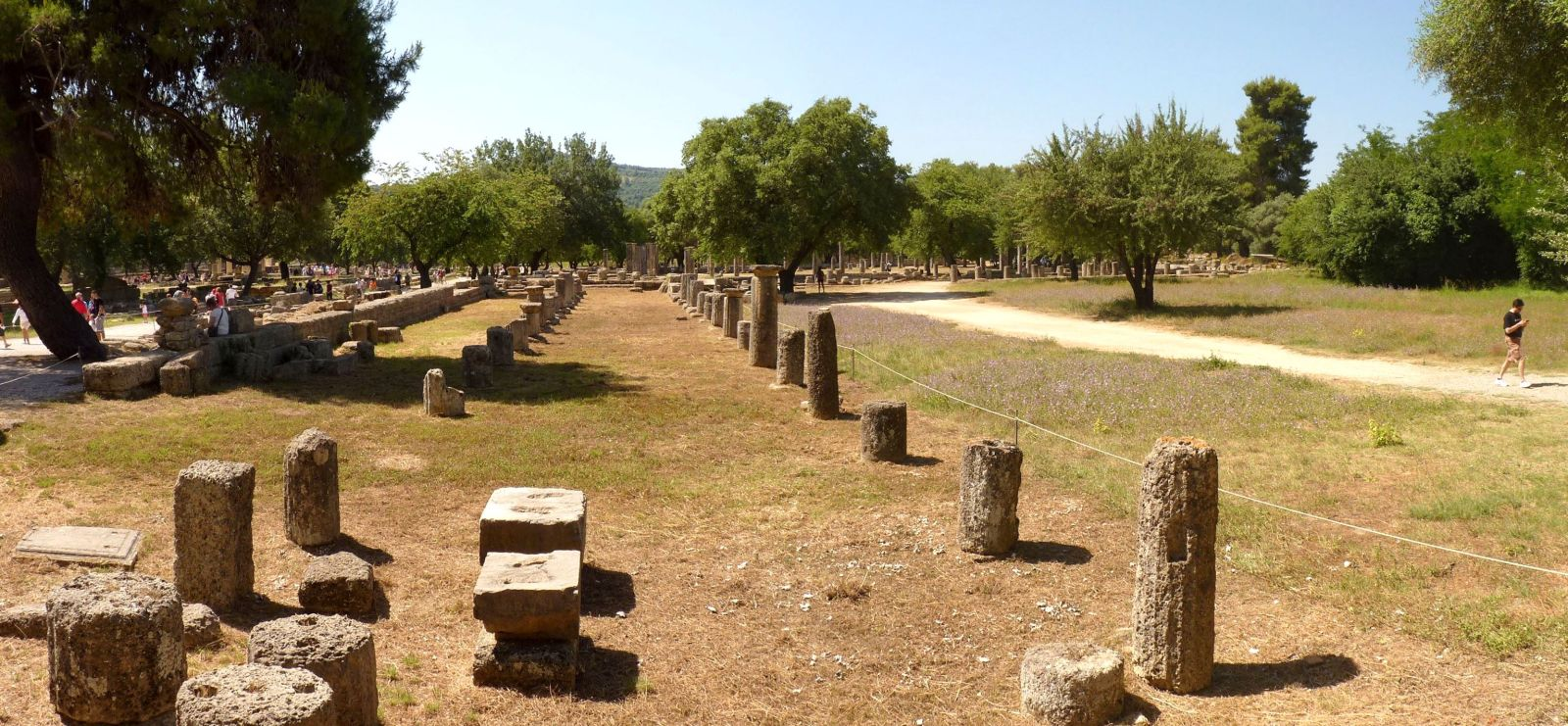
Zbytky olympijského stadionu

Tento hornatý poloostrov vzkvétal již v 16.–12. století př. n. l. za mykénské kultury. Mykénská civilizace zanikla v letech 1200 př. n. l. a slavná města z této doby, jako Mykény, ztratila později svůj význam. Nastalo období temných staletí a velkých etnických a sociálních proměn. Ostrov byl pak osídlen Dóry. Na jihovýchodě v Lakónii byla hlavní obcí Sparta, kde se rozvíjel rušný politický život. Sparťané uvrhli stávající obyvatele v údolí Eurótu do tuhé poroby. Později v 8.–7. století př. n. l. ovládli Sparťané také jihozápadní Messénii. Na severovýchodě leželo město Argos v kraji Argolidě. Na pevninské šíji Isthm ležel Korint/Korinthos, který vzkvétal obchodem. Uprostřed Peloponésu v horské krajině v Arkádii žili prostí pastýři velmi dlouho v kmenovém zřízení a byl to území klidu. Kraj na severních svazích arkádských hor se jmenoval Achaia a 12 obcí tu velmi dlouho zůstávalo stranou politického života.
V roce 776 př. n. l. se podle pověsti pořádaly první všeřecké olympijské hry na severozápadě ostrova v Elidě v osadě Olympia. Olympijské hry se konaly vždy po čtyřech letech ve svatyni Dia Olympského. Byly to velké slavnosti provázené sportovními a kulturními soutěžemi. Při jejich pořádání musely mlčet zbraně. Datum vzniku olympijských her (rok 776 př. n. l.) se za helénismu stalo počátkem řeckého letopočtu.
V letech 431–404 př. n. l. vypukla tzv. Peloponéská válka mezi dvěma předními městy – Athénami a Spartou.  Sotva obě města společným úsilím odvrátila smrtelné perské nebezpečí, pustila se do dlouhotrvajícího zápasu o přední místo (hegemonii) v Řecku. Vítězná Sparta porobila Athény a stanula v čele Řecka, ale zaplatila za to těžkou daň. Obě mocnosti se totiž vzájemně tak oslabily, že se staly snadnou kořistí mocných Makedoňanů.
Roku 197 př. n. l. byli Makedoňané poraženi Římany a Řecko se ocitlo pod římským vlivem. Bylo prohlášeno za svobodné, ale definitivní konec snu o svobodě přineslo vydrancování Korintu v roce 146 př. n. l. Řecko se tak stalo Římskou provincii.
V polovině 1. století n. l. se v životě obyvatel objevil nový fenomén – křesťanství. K jeho prvním šiřitelům patřil sám apoštol Pavel, který v Řecku pobýval v letech 49–54 našeho letopočtu. Císař Theodosius I. prohlásil v roce 390 n. l. za jediné povolené náboženství křesťanství a zakázal olympijské hry. 

## Geografie

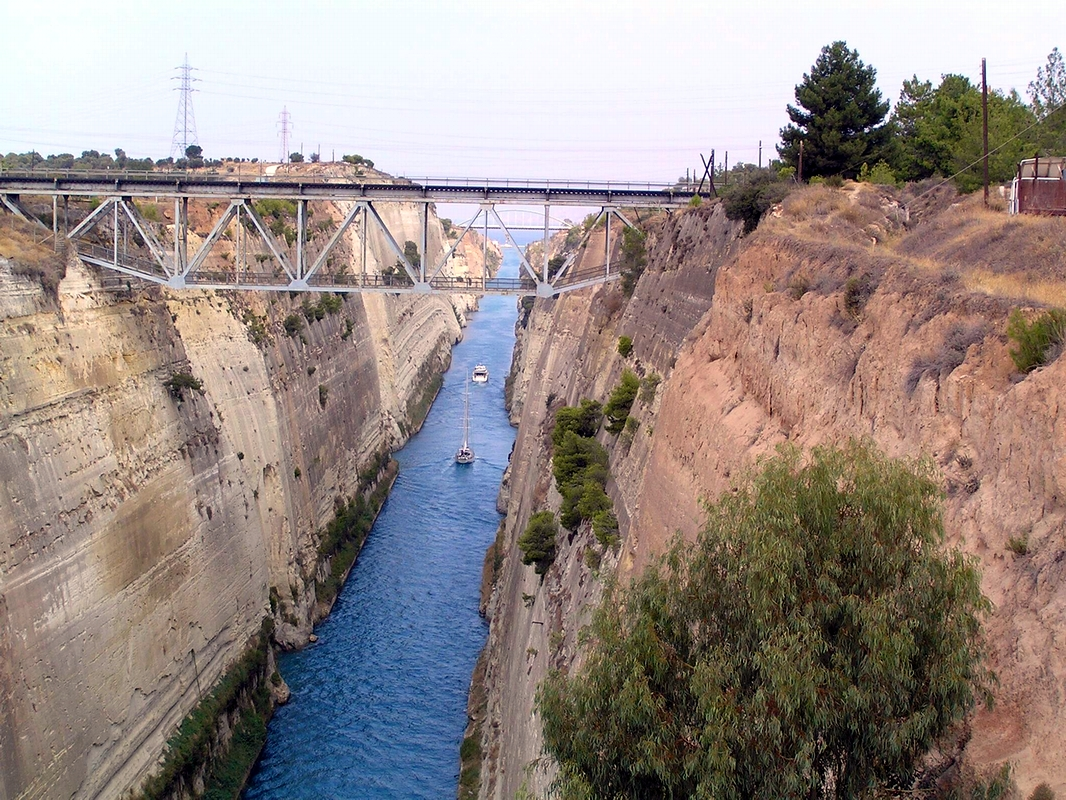
Korintský průplav

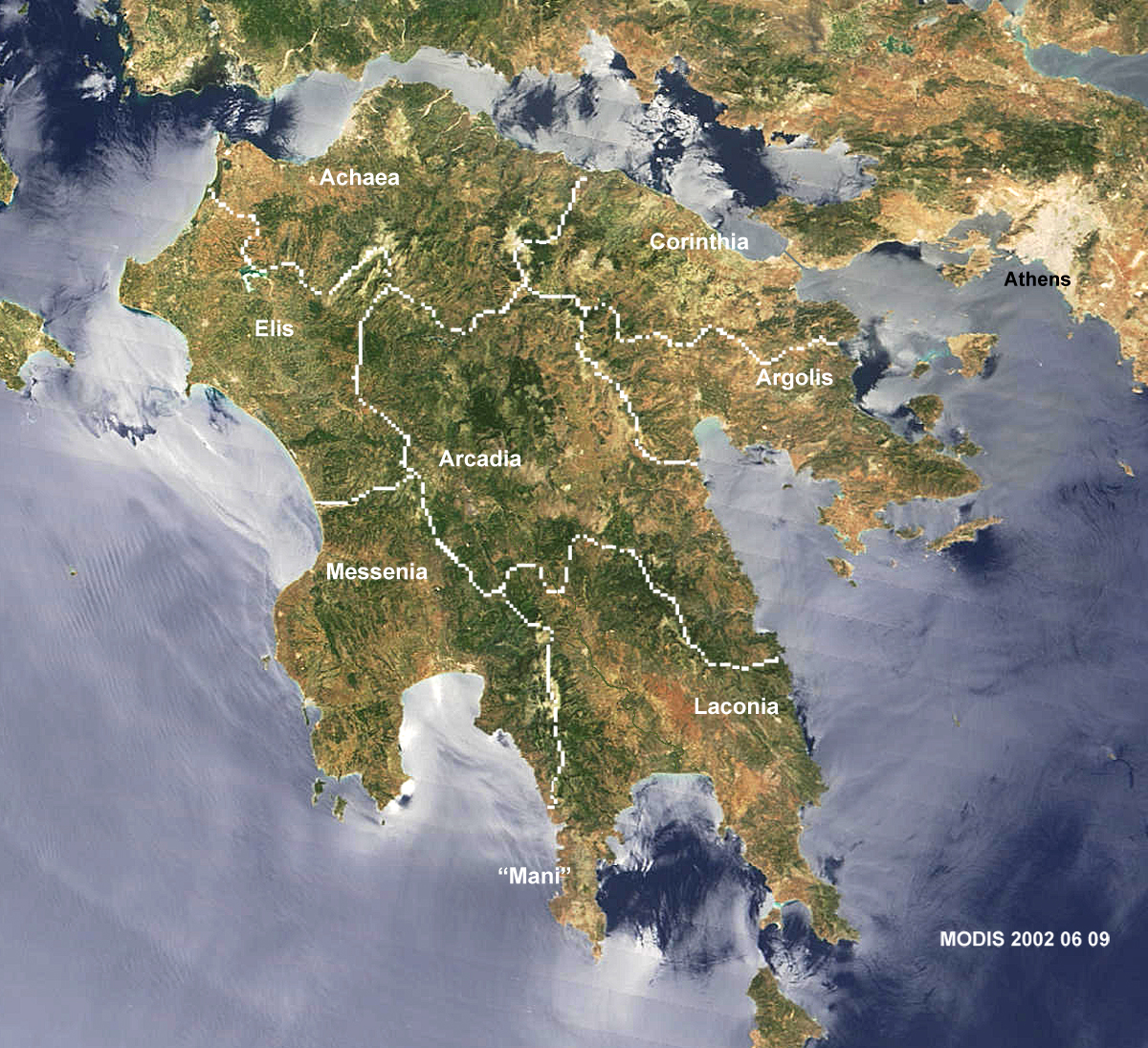
Satelitní snímek s vyznačením prefektur

Peloponés je poloostrov, který se rozkládá na ploše 21 550 km2 a tvoří nejjižnější část pevninského Řecka.  S pevninou je spojen pevninskou šíjí (geografický termín – Isthm nebo Isthmos), která byla prokopaná Korintským průplavem roku 1893. Technicky tedy může být považována za ostrov, protože je od pevniny oddělený. Rozlehlý poloostrov je velmi rozmanitý, objevují se zde přímořské roviny, náhorní plošiny i vysoké hory.  Převažují však horská pásma a nejvyšším masivem je Taygetos poblíž Sparty, nejvyšší hora měří 2407 m. Velmi členité je i mořské pobřeží. Na jih směřují poloostrovy Messenia, Mani a Cape Malea (též zvaný Epidaurus Limera), na východ vybíhá poloostrov Argolid.

## Administrativní členění
Poloostrov Peloponés je rozdělen do tří krajů a osmi regionálních jednotek. Největší část zabírá kraj Peloponés s pěti regionálními jednotkami, menší část kraj Západní Řecko se dvěma regionálními jednotkami a nejmenší kraj Attika s jednou regionální jednotkou.
- Arkádie (kraj Peloponés)
- Argolis (kraj Peloponés)
- Korinthie (kraj Peloponés)
- Lakónie (kraj Peloponés)
- Messénie (kraj Peloponés)
- Achaia (kraj Západní Řecko)
- Élida (kraj Západní Řecko)
- Pireus (kraj Attika; na Peloponésu pouze obce Methana, Troizina a částečně Poros)